# Pooh!
『Pooh!』（プー）は、2002年9月30日から2004年9月30日までTBSテレビなど一部系列局が編成していた深夜枠番組かつ日替りバラエティ部分と情報バラエティ部分のオムニバスワイド番組である。

## 概要
かつて同系列局で放送されていた深夜番組『ワンダフル』の後継番組である。放送時間は毎週月曜 - 木曜 23:50 - 翌0:50 (JST) 。ただし、23:55までの5分間はTBSのみで放送される関東ローカル枠かつ直前予告部分で、系列地方局では23:55からのスタートだった。
同枠の基本構成は、第1部が日替わりのバラエティ番組群を放送し、第2部が白石美帆ほかがスタジオ出演する『Pooh!』本編を放送するというものだった。当時は第1部と第2部を互いに独立した存在として個別表記する番組表も存在していたが、TBSの『Pooh!』公式サイトは第1部をはっきりとオムニバス放送として扱っていた。TBSテレビのみで放送されていた最初の5分枠では、2003年3月までは第2部の出演者が登場してその日の見所を紹介していたが、同年4月からはその日の第1部で放送する番組内容の一部を放送するようになった。
なお、改編期には「スペシャル」と称して第1部の放送を休止し、第2部のみ60分フルで放送することがあった。放送第1回も第2部のみの60分スペシャルで、10月から第1部で放送される番組群の見所などを紹介していた。

## 第1部（日替りバラエティ部分）
第1部では、日替りで以下の番組群を放送。2003年9月25日までは翌0:30までの35分枠だったが、同年9月29日からは5分延長されて40分枠になった。

### 月曜
- ラブセン! （2002年10月 - 2004年9月）

### 火曜
- サイボーグ魂（2002年10月 - 2003年3月）
- 夜のワイド魂（2003年4月 - 同年9月）
- ウンナンさん（2003年9月 - 2004年3月）
- UN街（2004年4月 - 同年9月）

### 水曜
- 恋愛マスター（2002年10月 - 2003年3月）
- おかしや?さんま! （2003年4月 - 同年9月）
- 新すぃ日本語（2003年10月 - 2004年3月）
- 新すぃ○○! （2004年4月 - 同年9月）

### 木曜
- ブーケをねらえ! （2002年10月 - 2003年7月）
- クイズ×クイズ（2003年8月 - 同年9月）
- ロンロバ!全力投球! （2003年10月 - 2004年3月）
- ロンロバ!金メダル! （2004年4月 - 同年9月）

### 番組の変遷
| 放送期間                | 月曜日    | 火曜日       | 水曜日           | 木曜日             |
| ----------------------- | --------- | ------------ | ---------------- | ------------------ |
| 2002年10月 - 2003年03月 | ラブセン! | サイボーグ魂 | 恋愛マスター     | ブーケをねらえ!    |
| 2003年04月 - 2003年07月 | ラブセン! | 夜のワイド魂 | おかしや?さんま! | ブーケをねらえ!    |
| 2003年08月 - 2003年09月 | ラブセン! | 夜のワイド魂 | おかしや?さんま! | クイズ×クイズ      |
| 2003年10月 - 2004年03月 | ラブセン! | ウンナンさん | 新すぃ日本語     | ロンロバ!!全力投球 |
| 2004年04月 - 2004年09月 | ラブセン! | UN街         | 新すぃ○○!        | ロンロバ!金メダル! |

## 第2部（情報バラエティ部分）
第2部では、緑色を基調としたカラーリングの特設スタジオからの放送。2003年9月25日までは翌0:30からの20分番組として放送されていたが、同年9月29日からは第1部が5分拡大するのと引き換えに15分に縮小した。前述の通り、改編期には第2部のみの60分スペシャルを実施することもあった。
基本構成に関しては月曜から木曜まで全日ほぼ同じだったが、出演者や企画内容などに日替わりの要素を持たせていた。月曜は "girls"、火曜は "comedy"、水曜は "music"、木曜は "visual" をテーマに送っていた。

### 司会
- 白石美帆 - 『ワンダフル』より続投。

### コメンテーター
- 谷川貞治（K-1プロデューサー）
- 品田英雄（『日経エンタテインメント!』発行人） - 放送後期では月曜・火曜担当。
- 米谷昭良（『WO』副編集長） - 水曜担当。
- 宮嵜広司（『CUT』編集長） - 木曜担当。

### リポーター・アシスタント
2002年10月 - 2003年9月
- 佐藤まい子
- 藤井悠
- 小川奈那
- 宮崎瑠依
- 安めぐみ

2003年10月 - 2004年9月
- 高畑百合子（TBSアナウンサー） - 月曜・水曜担当。
- 小林麻耶（当時TBSアナウンサー） - 火曜・木曜担当。

### ナレーション
- うすいたかやす
- 藤巻恵理子

### スタッフ
- 構成：かながわIQ
- 技術：筒浦文男
- VE：小高宏文
- カメラ：斉藤美由紀
- 照明：小林章
- 音声：小原正広
- 音響効果：サウンズアート
- 編集：竹之内浩史
- MA：園田智明
- 美術：山口智広
- 美術制作：鈴木康裕
- 電飾：井上大華
- 装置：石塚実
- 持道具：貞中照美
- 衣装：高野知子
- メイク：アーツ
- TK：鈴木裕恵
- CG：山口泰広
- ロゴデザイン：l.i.l.i.n.c
- CG制作：SeLFISH
- web制作：システム四季
- AP：サード吉田、鹿渡弘之
- チーフディレクター：東信弘
- プロデューサー：落合芳行
- 技術協力：Pro Cam
- 制作協力：BMC、TRIM、BIC、ゴッズダイナミックワールド、nexus、CYRING、オイコーポレーション、ネクストワン、スペード・ワン、CB、Office Yamauchi
- 制作：TBSエンタテインメント
- 製作著作：TBS

## 放送局

### ネット局
- 一部TBS系列局
  - 中部日本放送はこの『Pooh!』を最後に、月曜 - 木曜0時台のTBS製作番組の同時ネットを取りやめた。
  - 中国放送では、曜日によっては放送休止になる場合があった。